# Bonrepaus de Verfuèlh
Bonrepaus Riquet és un municipi occità del Tolosà, al Llenguadoc, situat al departament de l'Alta Garona, a la regió Occitània. Deu el seu nom a Pierre-Paul Riquet enginyer del segle xvii que va projectar el Canal del Migdia i que va ser recompensat amb el títol de baró de Bonrepos.

## Personalitats lligades al municipi
- Pierre-Paul Riquet creador del Canal del Migdia.
- Philippe de Riquet, (1948-) descendent directe de Pierre-Paul Riquet. Porta els títols de príncep de Chimay i príncep de Caraman, de la noblesa belga.